# Richard Hieb
Richard James Hieb (* 21. September 1955 in Jamestown, North Dakota) ist ein ehemaliger US-amerikanischer Astronaut. 

## Ausbildung
Hieb erhielt 1977 einen Bachelor in Mathematik und Physik vom Northwest Nazarene College und 1978 einen Master in Luft- und Raumfahrttechnik von der University of Colorado. 

## Astronautentätigkeit
1979 kam Hieb zur NASA und arbeitete dort zunächst in der Entwicklung und Planung von Aufgaben für die Raumfahrer. Er arbeitete im Kontrollzentrum im Team, das für den Start der ersten Space-Shuttle-Mission STS-1 zuständig war und unterstützte zahlreiche folgende Missionen. Nach einer vergeblichen Bewerbung für die zehnte Astronautengruppe wurde Hieb im Juni 1985 von der NASA als Mitglied der elften Gruppe ausgewählt.

### STS-39
Am 28. April 1991 startete Hieb als Missionsspezialist mit der Raumfähre Discovery ins All. STS-39 war die erste nicht geheime Shuttle-Mission des US-Verteidigungsministeriums. Bei dieser Mission wurde lediglich das MPEC-Experiment als geheim eingestuft. Des Weiteren wurden die südlichen Polarlichter untersucht, verschiedene Experimente durchgeführt und mehrere kleine Satelliten ausgesetzt.

### STS-49

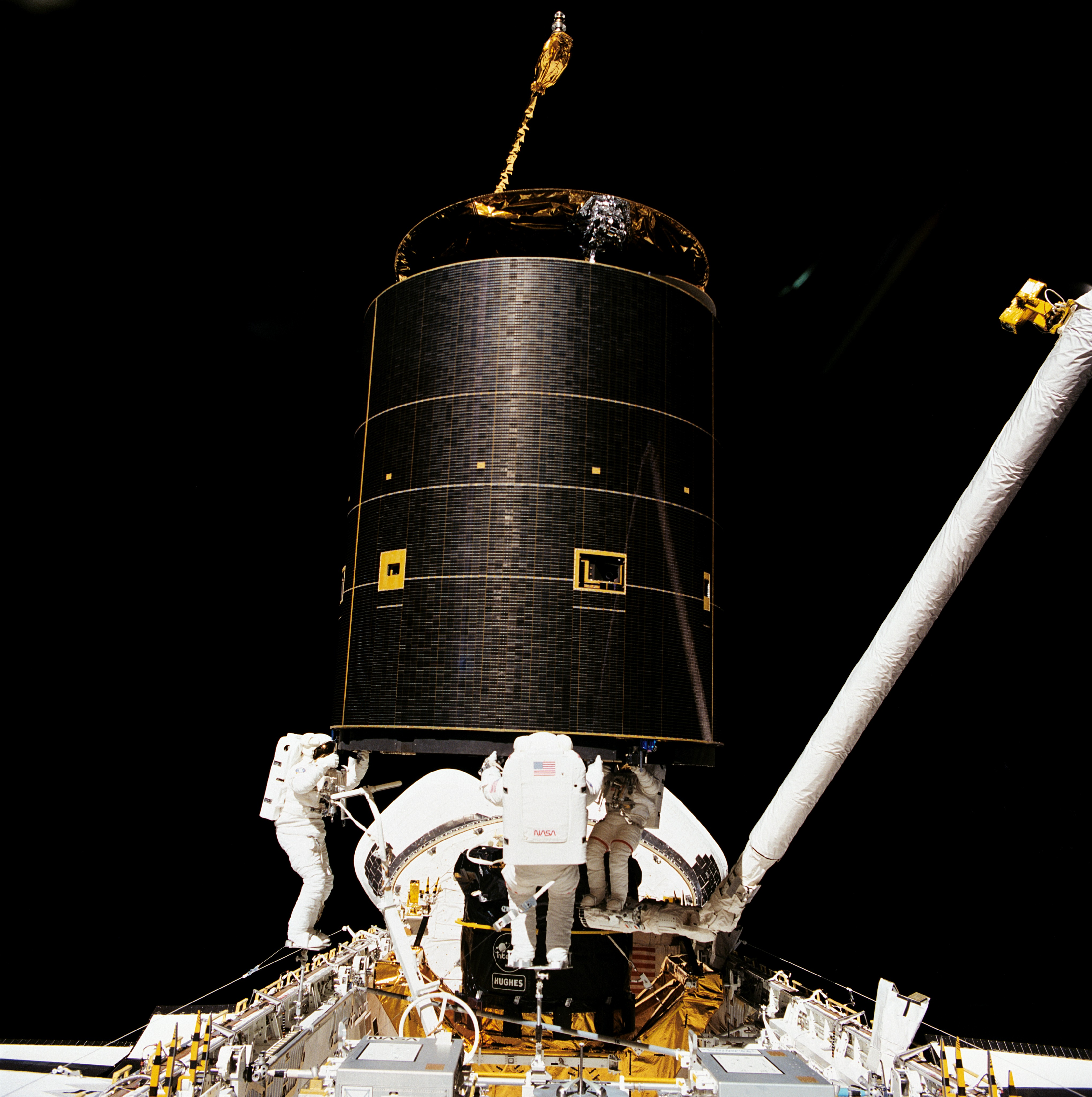
Hieb (links) fängt zusammen mit Akers (Mitte) und Thuot (rechts) den Intelsat-Satelliten ein

Am 7. Mai 1992 flog Hieb als Missionsspezialist auf dem Jungfernflug der Raumfähre Endeavour zum zweiten Mal ins All. Ziel dieser Mission war es, den zwei Jahre zuvor gestarteten Kommunikationssatelliten Intelsat VI-F3 für eine Reparatur zu bergen. Erst mit dem dritten Außenbordeinsatz (EVA) konnte der Satellit schließlich von Hand eingefangen werden. Daraufhin erhielt Intelsat einen neuen Apogäumsmotor, damit er eine vorgesehene geostationäre Umlaufbahn erreichen konnte. Bei einer weiteren EVA wurden Strukturen und Werkzeuge getestet.

### STS-65
Für die Mission STS-65 flog Hieb als Missionsspezialist mit der Raumfähre Columbia am 8. Juli 1994 zum dritten Mal in den Weltraum. Rund neunzig Experimente aus den Bereichen Biologie und Materialwissenschaften standen während des 15-tägigen Spacelab-Fluges auf dem Programm. Am 23. Juli landete die Columbia auf dem Kennedy Space Center in Florida.

## Nach der NASA
1995 schied Hieb aus der NASA aus und war danach bei der Allied Signal Technical Services Corporation in Greenbelt beschäftigt. Zurzeit ist er Vizepräsident für zivile Programme bei Lockheed Martin Mission Services.
Richard Hieb ist verheiratet und hat zwei Kinder.